# Naissance en 1177
Naissance
- 1173
- 1174
- 1175
- 1176
- 1177
- 1178
- 1179
- 1180
- 1181

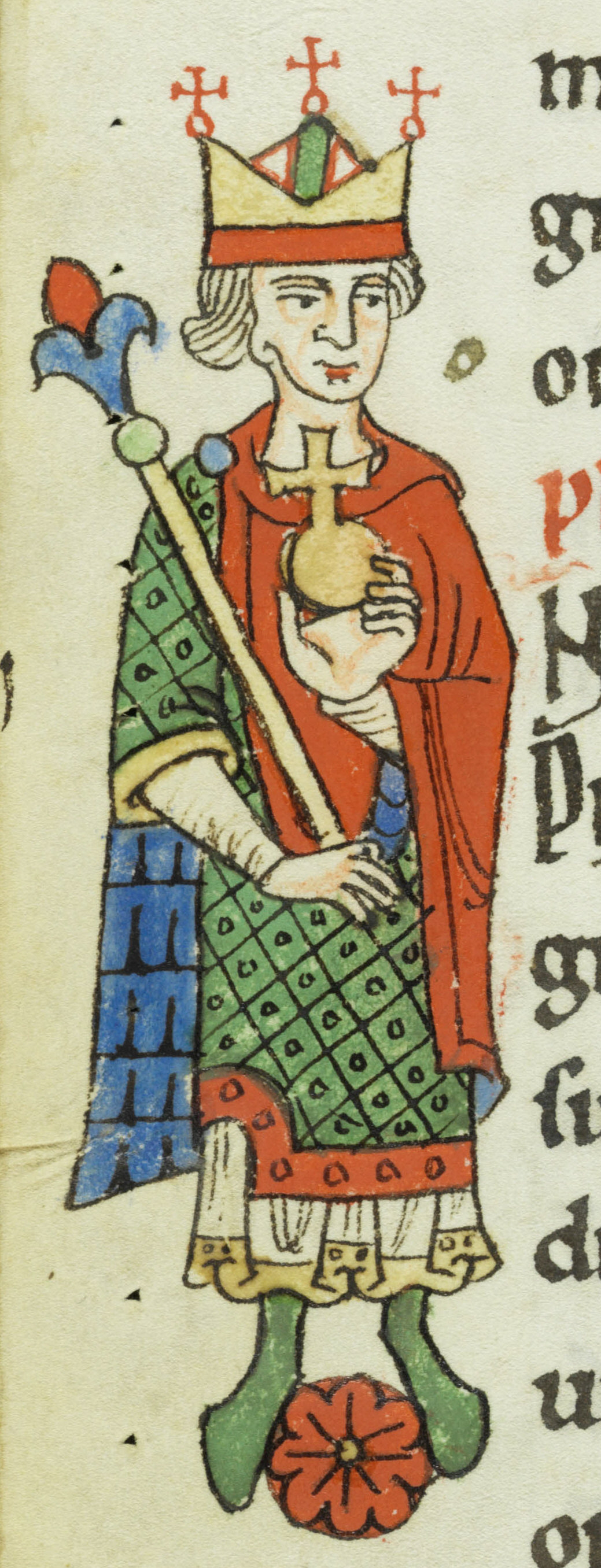
Philippe de Souabe, né en 1177.

Cette page dresse une liste de personnalités nées au cours de l'année 1177 :
- février/mars : Philippe de Souabe, roi de Germanie, duc de Souabe, margrave de Toscane, prince-évêque de Wurtzbourg, antiroi des Romains.
- août : Baudouin V de Jérusalem, roi de Jérusalem.
- 4 décembre : Princesse Noriko, impératrice du Japon.

- Guillaume de Beaumont-au-Maine, évêque d'Angers.
- Gauthier de Coincy,  moine bénédictin et trouvère français.
- Sylvestre Guzzolini, fondateur de l'ordre des Sylvestrins.
- Gyōi, poète et moine bouddhiste japonais.
- Marie d'Oignies, mystique et thaumaturge du Brabant.
- Blanche de Navarre, comtesse de Champagne, régente du comté de Champagne et du royaume de Navarre.
- Pierre de Voisins, seigneur de Voisins-le-Bretonneux, puis de Limoux, d'Arques, Alet, Reddes, Caderonne, Couiza et Bugarach.

## Crédit d'auteurs
- Cet article est partiellement ou en totalité issu de l'article intitulé « 1177 » (voir la liste des auteurs).